# Raión de Horodok
Horodok (en ucraniano: Городоцький район) fue un raión o distrito de Ucrania en el óblast de Leópolis. En la reforma territorial de 2020, su territorio fue incluido en el raión de Leópolis.
Comprendía una superficie de 727 km² y su capital era la ciudad de Horodok.

## Demografía
Según estimación 2010 contaba con una población total de 73974 habitantes.

## Otros datos
El código KOATUU es 4620900000. El código postal 81500 y el prefijo telefónico +380 3231.